# هيئة بث أساهي
هيئة بث أساهي (株式会社テレビ朝日 Kabushiki-gaisha Terebi Asahi) المعروفة أيضا باسم إكس و تيلي-أسا (テレ朝 Tere Asa) هي شبكة تلفزيونية يابانية يقعُ مقرها في روبونغي ميناتو، طوكيو، اليابان. كما تمتلك شركة شبكة أخبار أولنيبون.

## المقر
في عام 2003 انتقلت الشركة إلى مبنى جديد صممه فوميهيكو ماكي وعنوانه: 6-9-1 روبونغي، ميناتو، طوكيو، اليابان.
بعض الإدارات والشركات التابعة مثل هيئة بث أساهي للإنتاج ونظم اتخاذ تلفزيون أساهي لا تزال في "مركز تلفزيون أساهي"، الذي هو مقر تلفزيون أساهي السابق بين عامي 1986 و2003. وتقع على تلال أرك، الذي ليس بعيداً عن المقر.

## التاريخ
بدأ تلفزيون أساهي الشركة التلفزيونية التعليمية اليابانية (株式会社日本教育テレビ Kabushiki-gaisha Nihon Kyōiku Terebi) في 1 نوفمبر 1957.أُنشئت كقناة التلفزة التعليمية التي تستهدف الربح. يملي على ترخيص البث الإذاعي أن الشبكة تتطلب تخصيص 50 في المائة على الأقل من البث الإذاعي البرمجي التعليمي، وفي أقل 30% من البث الإذاعي للبرامج التعليمية للأطفال. المحطة التي كان يملكها اساهي شيمبون، توي الشركة، هو نيهون كيزاي شيمبون وأوبونشا.

## البث التلفزيوني
منذ عام 2004، تمويل هذه المحطة من خلال الرعاية التجارية.

### التناظري
(حتى 24 يوليو 2011. فقط 44 من أصل 47 مقاطعة)
جوكس-تي في – تلفزيون أساهي التناظري (テレビ朝日アナログテレビジョン)
- برج طوكيو – قناة في إتش إف 10

طوكيو
- هاتشيؤوجي – قناة 45
- طما – قناة 57

جزر طوكيو
- تشيتشيجيما – قناة 59

إيباراكي
- ميتو – قناة 36
- هيتاشي – قناة 60

توتشيغي
- أوتسونوميا – قناة 41

غونما
- مايه-باشي – قناة 60

سايتاما
- تشيتشيبو – قناة 38

تشيبا
- ناريتا – قناة 59
- تاتيياما – قناة 60

كاناغاوا
- يوكوهاما-ميناتو – قناة 60
- يوكوسوكا-كوريهاما – قناة 35
- هيراتسوكا – قناة 41

أوكيناوا
- كايتا-سايتو – قناة 48
- مينامي-سايتو – قناة 60

### الرقمية
- وحدة تحكم عن بعد 5 معرف
- طوكيو سكاي تري – يو إتش إف قناة 24

إيباراكي
- ميتو – قناة 17

توتشيغي
- أوتسونوميا القناة 17

غونما
- مايه-باشي – قناة 43

كاناغاوا
- هيراتسوكا – قناة 24

## روابط خارجية
- هيئة بث أساهي على موقع IMDb (الإنجليزية)
- هيئة بث أساهي على موقع قاعدة بيانات برودواي على الإنترنت (الإنجليزية)
- هيئة بث أساهي على موقع ANN company (الإنجليزية)